# Drukkersmerk

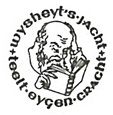
Drukkersmerk Thieme & Cie

Het drukkersmerk is een huismerk, monogram of vignet als kenmerk, dat drukkers en uitgevers in een boek afdrukken om aan te geven wie het boek vervaardigd heeft. Het was oorspronkelijk bij het impressum achterin te vinden, maar met de ontwikkeling van de titelpagina is het hiernaar verhuisd. Hier kreeg het tevens een versierende functie.

Veel drukkersmerken bestaan uit een plaatje en een spreuk, die een motto voor de drukker of uitgever zijn. Zo had uitgever van schoolboeken W.J.Thieme uit Zutphen, een van de voorgangers van ThiemeMeulenhoff, een drukkersmerk bestaande uit een man die een boek leest, met hier in een cirkel omheen de tekst 'wysheyt's jacht teelt eygen cracht'.

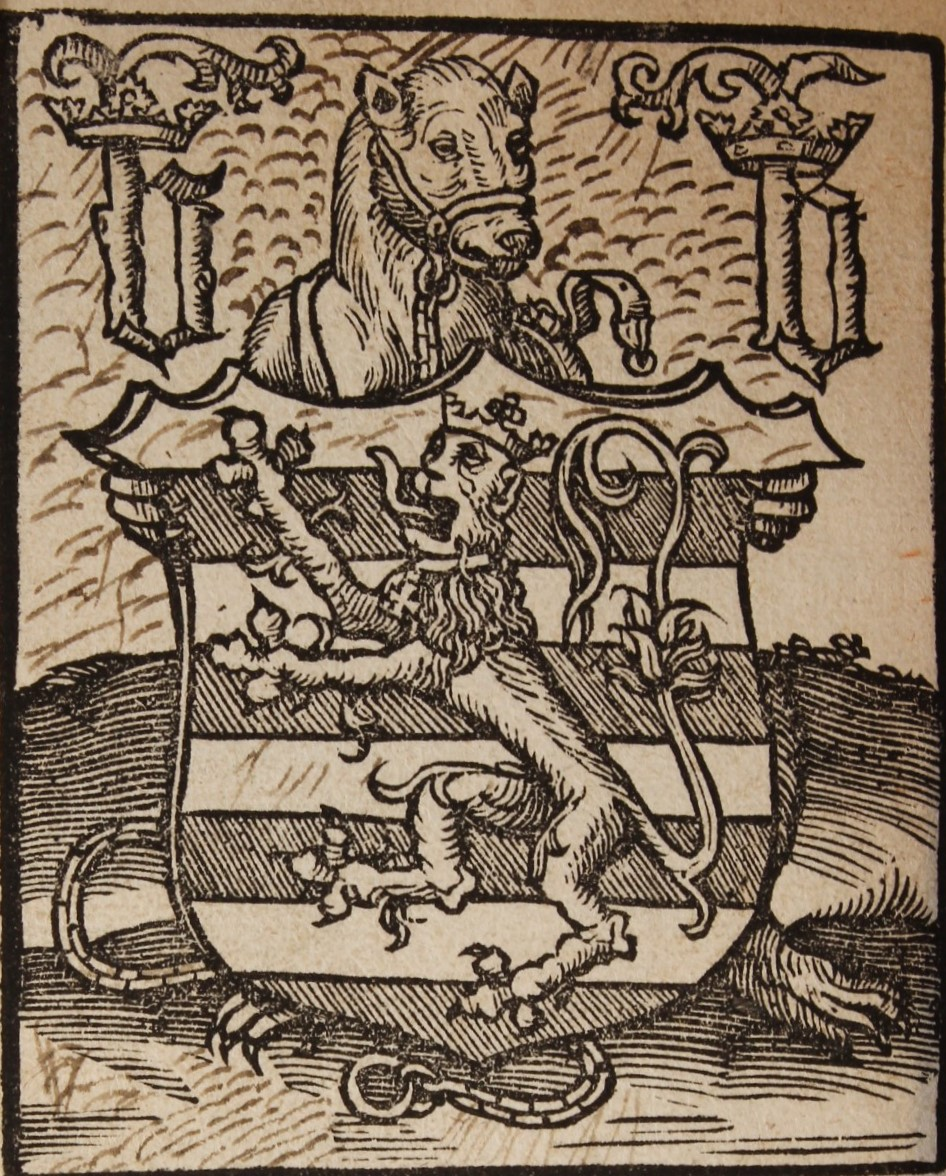
Drukkersmerk van Hubertus de Croock uit Brugge. Fragment komt uit De Subuentione Pauperum van Juan Luis Vives, een druk uit 1526. Bewaard in de Openbare Bibliotheek Brugge